# Stauropus berberisae
Stauropus berberisae är en fjärilsart som beskrevs av Moore 1888. Stauropus berberisae ingår i släktet Stauropus och familjen tandspinnare. Inga underarter finns listade i Catalogue of Life.